# Observatorio Canadá-Francia-Hawái

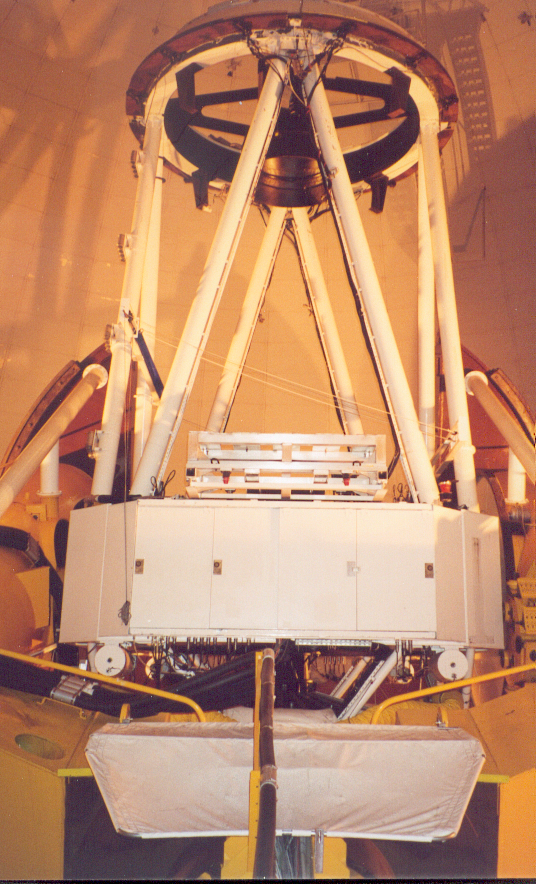
Tubo del telescopio.

El observatorio Canada, Francia, Hawái (en inglés Canada-France-Hawaii Telescope, abreviado CFHT) es un observatorio astronómico instalado cerca de la cima del Mauna Kea en la isla de Hawái, a una altitud de 4204 metros sobre el nivel del mar. Su telescopio posee una configuración tipo Cassegrain f/8 con un espejo de 3,58 metros de diámetro útil. Además de su configuración Cassegrain, los instrumentos pueden ser utilizados directamente en el foco primario.

## Instrumentación
El CFHT contiene instrumentos únicos, tales como:
- MegaPrime,[4] una cámara de alta resolución de campo amplio consistente en un mosaico de 36 captadores CCD con un total de 340 megapixeles.
- WIRCam, una cámara infrarroja de gran campo que consiste en un mosaico de cuatro CCDs, por un total de 16 megapíxeles.
- ESPaDOnS,[5] un espectropolarímetro/espectroscopio de escala.
- PUEO, lente suplementaria de óptica adaptativa, que está disponible para los usuarios del telescopio.
- MOS, un espectroscopio multiobjetos.
- Gecko, un espectrógrafo de alta resolución.

## Colaboración
El observatorio se rige por un acuerdo tripartito entre la Universidad de Hawái, el Centre National de la Recherche Scientifique francés y el Conseil national de recherches du Canada (CNRC). Corea del Sur y Taiwán contribuyeron financieramente para la fabricación de WIRCam.
El CFHT se encuentra a disposición de investigadores de Canadá, Francia y el estado de Hawái. Los astrónomos de la Unión Europea también se puede solicitar participación dentro del Opticon Access program. Un acuerdo entre la Academia Sinica Institute of Astronomy and Astrophysics y el CFHT facilitaba el telescopio a investigadores taiwaneses hasta finales de 2010.
El CFHT, en colaboración con Edizioni Scientifiche Coelum, mantiene el sitio web llamado Hawaiian Starlight, que ofrece imágenes de alta calidad tomadas en CFHT, principalmente en forma de un calendario anual.

## Programas
Desde 2003, el CFHT desarrolla el Canada-France Ecliptic Plane Survey (CFEPS), un programa de vigilancia de cuerpos menores del Sistema Solar situados cerca del plano de la eclíptica con MégaPrime. Se han descubierto más de 200 KBOs, entre ellos 2001 QW322. A partir de 2006, la búsqueda se ha extendido a latitudes más elevadas (+10 ° a +60°) de la eclíptica con el programa High-Lat Survey.

## Galería de imágenes

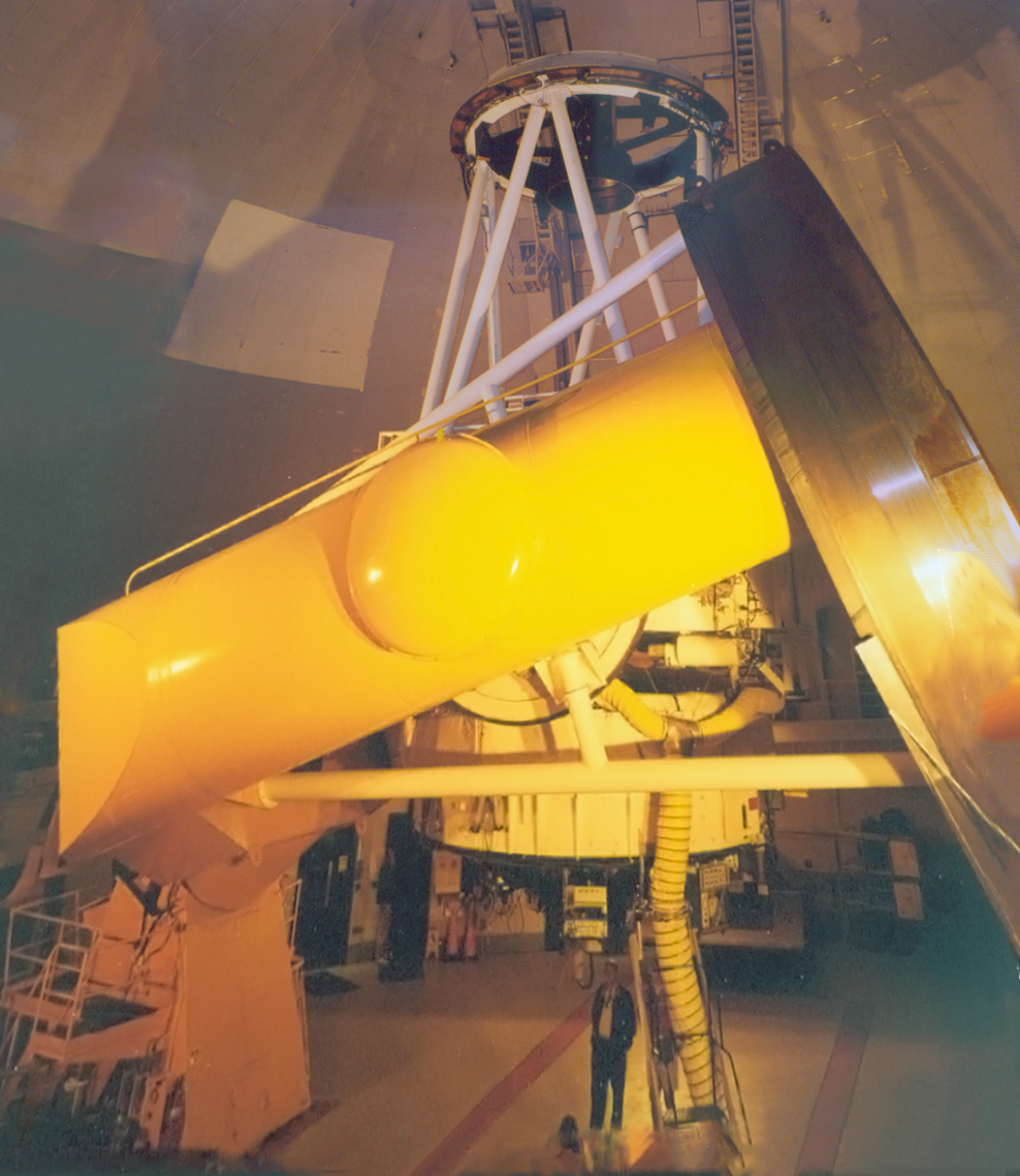
Tubo y montaje
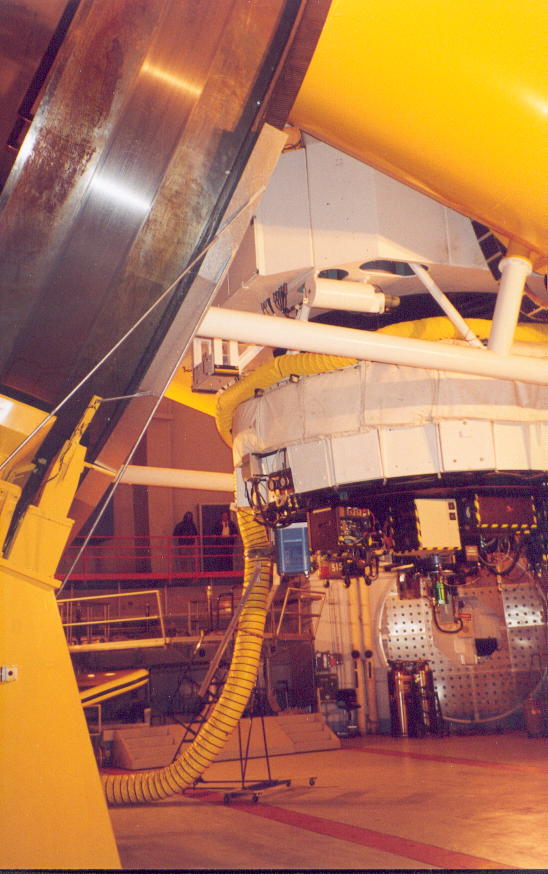
Instrumentos de la cubierta en agosto de 2002.